# مسجد آقاغلامعلی

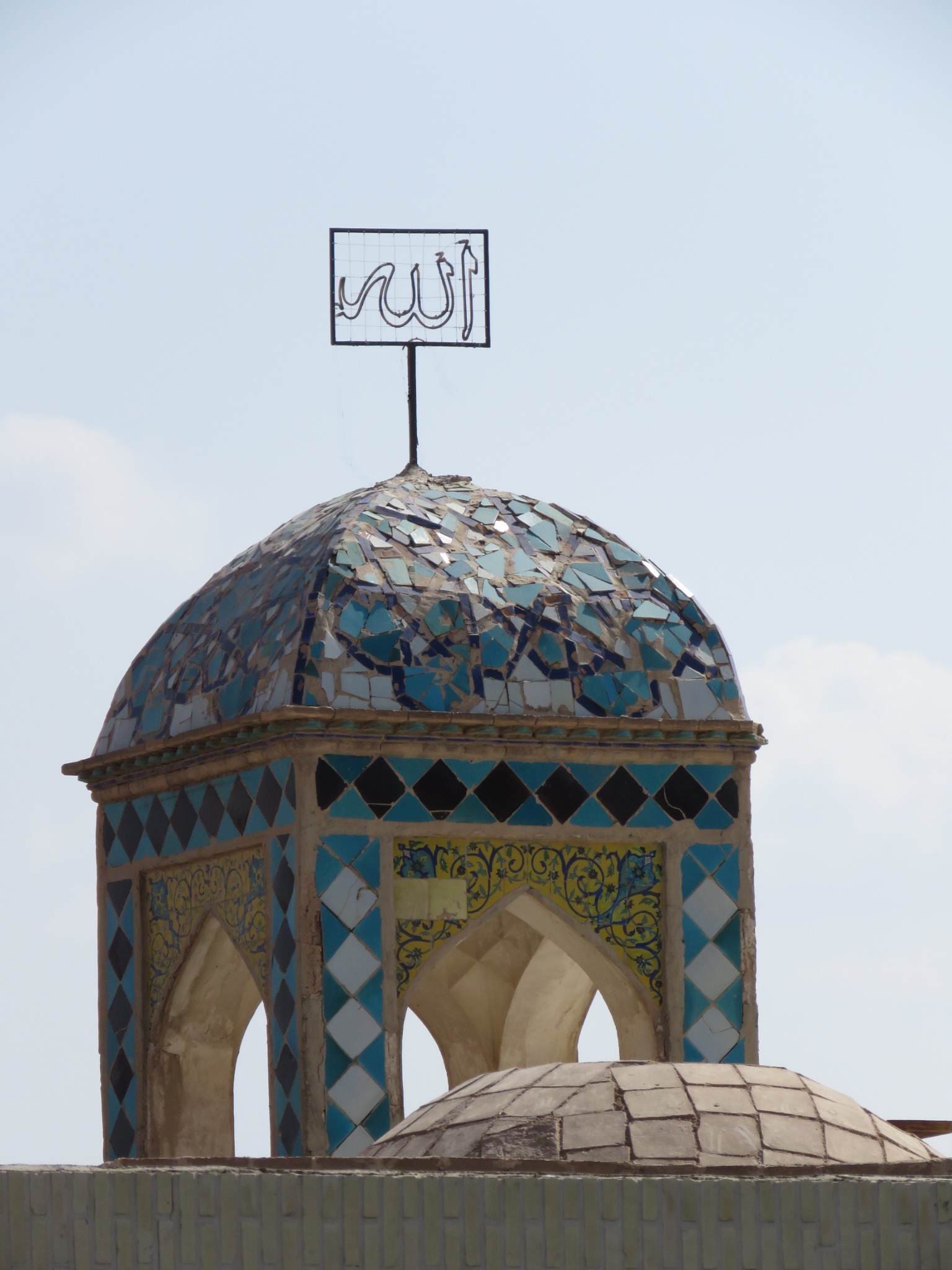
مسجد آقاغلامعلی کرمان

مسجد آقاغلامعلی مربوط به دوره قاجار است و در کرمان، ضلع جنوب شرقی میدان ارگ (باغ) واقع شده و این اثر در تاریخ ۷ اسفند ۱۳۸۶ با شمارهٔ ثبت ۲۱۴۸۵ به‌عنوان یکی از آثار ملی ایران به ثبت رسیده است.